# 타메노미코
타메노미코(일본어: 田目 皇子 ため の みこ[*], 생몰년 미상)는 야마토 시대의 황족이다. 타메노미코(多米王), 토유라노미코(豊浦皇子)로도 불리기도 한다.

## 개요
요메이 천황의 1황자이고, 어머니는 소가노 이시키나 (소가노 이나메의 딸) 또는 오오기타시히메(意富芸多志比売)이다. 자식은 아들 한명 (일설로는 타카무쿠노오오키미(高向王, 타카라노히메미코의 첫 남편이자 아야노미코(漢皇子))의 아버지)와 사토미노히메미코(佐富女王)가 있다. 쇼토쿠 태자의 이복형이다.
요메이 천황의 사후, 계모인 아나호베노하시히토노히메미코 (쇼토쿠 태자의 어머니)와 결혼했다고 한다. 아나호베노하시히토노히메미코는 사토미노히메미코를 낳았다.